# Акуафреда
Акуафрѐда (на италиански: Acquafredda, на източноломбардски: Aquafrèda) е село и община в Северна Италия, провинция Бреша, регион Ломбардия. Разположено е на 55 m надморска височина. Населението на общината е 1595 души (към 2013 г.).